# NGC 353
NGC 353 је спирална галаксија у сазвежђу Кит која се налази на NGC листи објеката дубоког неба.
Деклинација објекта је - 1° 57' 25" а ректасцензија 1h 2m 24,6s. Привидна величина (магнитуда) објекта NGC 353 износи 13,7 а фотографска магнитуда 14,6. NGC 353 је још познат и под ознакама UGC 641, MCG 0-3-58, CGCG 384-58, IRAS 00598-0213, PGC 3714.